# Campionato italiano di ciclismo su strada 1955
Il Campionato italiano di ciclismo su strada 1955, quarantacinquesima edizione della corsa, si svolse su cinque prove dal 3 aprile al 2 ottobre 1955. La vittoria fu appannaggio di Fausto Coppi, che precedette in classifica Giuseppe Minardi e Fiorenzo Magni.

## Calendario
| Data         | Evento                     | Vincitore        | Squadra         |
| ------------ | -------------------------- | ---------------- | --------------- |
| 3 aprile     | Giro di Campania (1955)    | Fausto Coppi     | Bianchi-Pirelli |
| 17 aprile    | Giro di Romagna (1955)     | Fiorenzo Magni   | Nivea-Fuchs     |
| 26 giugno    | Giro del Piemonte (1955)   | Giuseppe Minardi | Legnano         |
| 18 settembre | Giro dell'Appennino (1955) | Fausto Coppi     | Bianchi-Pirelli |
| 2 ottobre    | Tre Valli Varesine (1955)  | Fausto Coppi     | Bianchi-Pirelli |

## Classifica
| Pos. | Corridore          | Squadra         | Punti |
| ---- | ------------------ | --------------- | ----- |
| 1    | Fausto Coppi       | Bianchi-Pirelli | 38    |
| 2    | Giuseppe Minardi   | Legnano         | 28    |
| 3    | Fiorenzo Magni     | Nivea-Fuchs     | 19    |
| 3    | Angelo Conterno    | Torpado         | 19    |
| 5    | Aldo Moser         | Torpado         | 18    |
| 6    | Bruno Monti        | Atala-Pirelli   | 14    |
| 7    | Nino Defilippis    | Torpado         | 12    |
| 8    | Angelo Coletto     | Nivea-Fuchs     | 10    |
| 9    | 3 ciclisti ex æquo | -               | 9     |